# 하비에르 포르티요
하비에르 가르시아 포르티요(스페인어: Javier García Portillo, 1982년 3월 30일, 마드리드 지방 아랑후에스 ~)는 스페인의 전 축구 선수로, 현역 시절 공격수로 활약했다.
그는 레알 마드리드에서 신고식을 치렀지만, 59번의 공식 경기에 출전해 17골을 기록하는데 그쳤다. 라 리가에서, 그는 짐나스틱, 오사수나, 그리고 에르쿨레스 소속으로 131경기에 출전해 21골을 넣었고, 이탈리아와 벨기에의 프로 무대에서 뛴 전적이 있다.
현역 14년의 기간 동안, 포르티요는 에르쿨레스 일원으로 스페인 축구 3부 리그에서 1부 리그까지 모두 출전했었다.

## 클럽 경력
1994년, 12세의 포르티요는 레알 마드리드의 유소년부에 입단했다. 그는 7년에 걸쳐 결정력이 뛰어난 공격수로 활약했는데, 150골을 기록해 종전 라울의 기록을 경신했다. 2002년, 그는 1군과 첫 프로 계약을 맺었고, 계약은 2007년까지 유효하며 €35M의 인수 조항이 붙었다.
2002년 10월 6일, 포르티요는 5-2로 이긴 알라베스와의 안방 경기에서 라 리가 경기에 처음 출전했고, 1군에서의 2년차인 그 시즌을 10경기 출전 5골로 마무리했다. 그는 도르트문트와의 UEFA 챔피언스리그 2차 조별 리그 경기에서 막판 동점골을 기록해 머랭 군단의 대회 토너먼트전 진출 확정에 공을 세웠다.
2004년 7월, 포르티요는 세리에 A의 피오렌티나로 임대되었지만, 반데를레이 루솀부르구 신임 감독은 2004-05 시즌 중간에 그를 다시 불렀다. 그러나, 루솀부르구 감독은 그를 전력 외로 평가했고, 포르티요는 이후 벨기에 프로리그의 클뤼프 브뤼허로 또다시 임대로 떠났다.
임대 계약 만료 후, 포르티요는 파비오 카펠로가 신임 감독으로 취임한 레알 마드리드에 복귀했다. 뤼트 판 니스텔로이가 기존의 라울, 안토니오 카사노, 그리고 호나우두의 공격진에 합류하면서, 그는 방출되어 승격 새내기 짐나스틱과 2년 계약을 맺고 이적했다.
포르티요는 카탈루냐 연고 구단 소속으로 전 대회 통틀어 12골을 기록해 개인적으로 성공적인 시즌을 보냈지만, 강등되면서 임대 계약 만료로 레알 마드리드에 복귀한 로베르토 솔다도의 대체자를 찾던 오사수나로 갔다. 포르티요는 처음 두 시즌에 불규칙적으로 출전 기회를 잡았고, 리그에서 3골을 기록하는데 그쳤다.
2009년 12월 말, 호세 안토니오 카마초 오사수나 감독이 그를 4순위나 5순위 정도의 공격수로 평가하면서 이적하게 되었고, 세군다 디비시온의 에르쿨레스와 그 시즌 말까지 계약했다. 적응기를 거친 포르티요는 선발 명단에 이름을 올려 막판에 중요한 골을 기록했는데, 특히 2-0으로 이긴 레알 우니온과의 최종전에서는 1골을 넣어 알리칸테 연고 구단이 13년 만에 1부 리그를 밟을 수 있게 했다.
2010-11 시즌, 에르쿨레스가 여름에 다비드 트레제게와 넬손 발데스를 동시에 영입하면서 포르티요는 다시 후보 선수가 되었다. 그는 두 선수의 부상을 당하거나, 징계로 출전이 막힐 경우에만 출전했고, 2011년 4월 3일의 3-1로 이긴 레알 소시에다드와의 원정 경기를 포함해 2골을 기록하는데 그쳤고, 에르쿨레스는 1년 만에 다시 2부리그로 추락했다.
2011년 8월 2일, 포르티요는 2부 리그의 라스 팔마스의 3년짜리 계약서에 서명했다. 그러나, 2012-13 시즌, 그는 에르쿨레스와 3년 계약을 맺고 복귀했다.

## 국가대표팀 경력
포르티요는 레알 마드리드 1군 승격이 얼마되지 않고서 1년 동안 스페인 U-21 국가대표팀에서 10경기 출전해 5골을 기록했다.

## 경력 통계
2013년 6월 9일 기준
| 클럽      | 클럽          | 클럽            | 리그 | 리그 | 컵               | 컵               | 리그 컵                | 리그 컵                | 대륙 | 대륙 | 합계 | 합계 |
| 시즌      | 구단          | 리그            | 출장 | 골   | 출장             | 골               | 출장                   | 골                     | 출장 | 골   | 출장 | 골   |
| 스페인    | 스페인        | 스페인          | 리그 | 리그 | 코파 델 레이     | 코파 델 레이     | 수페르코파 데 에스파냐 | 수페르코파 데 에스파냐 | 유럽 | 유럽 | 합계 | 합계 |
| --------- | ------------- | --------------- | ---- | ---- | ---------------- | ---------------- | ---------------------- | ---------------------- | ---- | ---- | ---- | ---- |
| 2001–02   | 레알 마드리드 | 라 리가         | -    | -    | -                | -                | -                      | -                      | 1    | 1    | 1    | 1    |
| 2002–03   | 레알 마드리드 | 라 리가         | 10   | 5    | 6                | 8                | -                      | -                      | 7    | 1    | 23   | 14   |
| 2003–04   | 레알 마드리드 | 라 리가         | 18   | 1    | 7                | 1                | -                      | -                      | 4    | 0    | 29   | 2    |
| 이탈리아  | 이탈리아      | 이탈리아        | 리그 | 리그 | 코파 이탈리아    | 코파 이탈리아    | 리그 컵                | 리그 컵                | 유럽 | 유럽 | 합계 | 합계 |
| 2004–05   | 피오렌티나    | 세리에 A        | 11   | 1    | 7                | 3                | -                      | -                      | -    | -    | 18   | 4    |
| 스페인    | 스페인        | 스페인          | 리그 | 리그 | 코파 델 레이     | 코파 델 레이     | 수페르코파 데 에스파냐 | 수페르코파 데 에스파냐 | 유럽 | 유럽 | 합계 | 합계 |
| 2004–05   | 레알 마드리드 | 라 리가         | 3    | 0    | 1                | 0                | -                      | -                      | -    | -    | 4    | 0    |
| 벨기에    | 벨기에        | 벨기에          | 리그 | 리그 | 베커르 판 벨기에 | 베커르 판 벨기에 | 리그 컵                | 리그 컵                | 유럽 | 유럽 | 합계 | 합계 |
| 2005–06   | 클뤼프 브뤼허 | 벨기에 프로리그 | 24   | 8    | -                | -                |                        |                        | 8    | 3    |      |      |
| 스페인    | 스페인        | 스페인          | 리그 | 리그 | 코파 델 레이     | 코파 델 레이     | 수페르코파 데 에스파냐 | 수페르코파 데 에스파냐 | 유럽 | 유럽 | 합계 | 합계 |
| 2006–07   | 짐나스틱      | 라 리가         | 34   | 11   | 2                | 1                | -                      | -                      | -    | -    | 36   | 12   |
| 2007–08   | 오사수나      | 라 리가         | 18   | 2    | 2                | 0                | -                      | -                      | -    | -    | 20   | 2    |
| 2008–09   | 오사수나      | 라 리가         | 20   | 1    | 2                | 0                | -                      | -                      | -    | -    | 22   | 1    |
| 2009–10   | 오사수나      | 라 리가         | 2    | 0    | 1                | 0                | -                      | -                      | -    | -    | 3    | 0    |
| 2009–10   | 에르쿨레스    | 세군다 디비시온 | 15   | 5    | 2                | 1                | -                      | -                      | -    | -    | 17   | 6    |
| 2010–11   | 에르쿨레스    | 라 리가         | 26   | 1    | 2                | 1                | -                      | -                      | -    | -    | 28   | 2    |
| 2011–12   | 라스 팔마스   | 세군다 디비시온 | 34   | 8    | 1                | 0                | -                      | -                      | -    | -    | 35   | 8    |
| 2012–13   | 에르쿨레스    | 세군다 디비시온 | 40   | 17   | 1                | 0                | -                      | -                      | -    | -    | 41   | 17   |
| 합계      | 스페인        | 스페인          | 202  | 44   | 27               | 12               | -                      | -                      | 12   | 2    | 241  | 58   |
| 합계      | 이탈리아      | 이탈리아        | 11   | 1    | 7                | 3                | -                      | -                      | -    | -    | 18   | 4    |
| 합계      | 벨기에        | 벨기에          | 24   | 8    | -                | -                |                        |                        | 8    | 3    | 32   | 11   |
| 경력 합계 | 경력 합계     | 경력 합계       | 237  | 53   | 34               | 15               |                        |                        | 20   | 5    |      |      |

## 수상

### 클럽
레알 마드리드
- 라 리가: 2002–03
- 수페르코파 데 에스파냐: 2003
- UEFA 챔피언스리그: 2001–02
- UEFA 슈퍼컵: 2002

클뤼프 브뤼허
- 벨기스허 쉬퍼르퀴프: 2005

### 개인
- 코파 델 레이 득점왕: 2002–03